# Kraemeria cunicularia
Kraemeria cunicularia är en fiskart som beskrevs av Rofen, 1958. Kraemeria cunicularia ingår i släktet Kraemeria och familjen Kraemeriidae. Inga underarter finns listade i Catalogue of Life.